# Hirudina

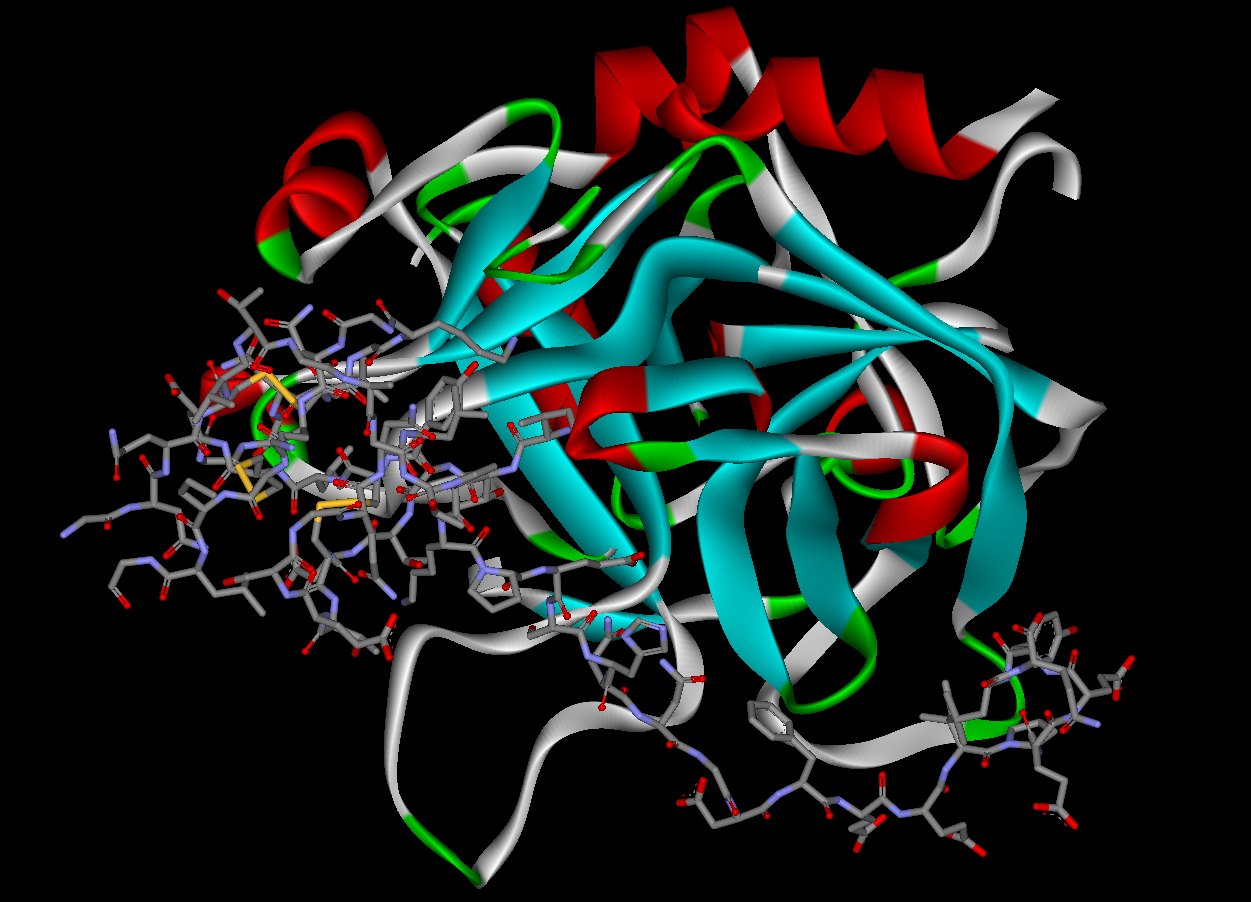
Hirudina

Hirudida ou hirudade é uma substância anticoagulante que age como inibidor direto da trombina (IDT) produzida pela sanguessuga. Pode ser usada na fabricação de medicamentos capazes de dissolver coágulos sanguíneos.
As sanguessugas inserem essa substância para inibir o estancamento do sangue no processo de sucção. Assim, são essenciais à sobrevivência de alguns seres hematófagos.